# La hija del mar (película)
Itsasoaren alaba (La hija del mar) es una película documental dirigida por Josu Martínez en 2009, que trata sobre la vida de una víctima de los GAL. Fue grabada en euskera y castellano, con la financiación de la beca Julio Araluze del Instituto para la Promoción de los Estudios Sociales (GITE-IPES) de Bilbao.

## Sinopsis
Antes de que Haize Goikoetxea cumpliera dos años, los GAL mataron a su padre, el militante de ETA Mikel Goikoetxea, alias Txapela, escondido en el País Vasco francés. Sin tener el más mínimo recuerdo de él, veinticinco años después Haize empieza a investigar sobre él, denominándose Itsasoaren alaba por este desconocimiento de sus orígenes. Va hilvanando los testimonios de quienes le conocieron y descubrirá poco a poco a su padre y su época, pasando por todo tipo de experiencias de éste, desde Argelia a San Juan de Luz, pasando por su etapa en el proletariado vizcaíno o los atentados terroristas que cometió; haciendo un viaje por sus propias raíces.